# (3685) Derdenye
(3685) Derdenye (1981 EH14) – planetoida z grupy pasa głównego asteroid okrążająca Słońce w ciągu 4,35 lat w średniej odległości 2,66 au Odkrył ją Schelte Bus 1 marca 1981 roku.